# Ришар-Толь
Риша́р-Толь (фр. Richard-Toll) — город на западе Сенегала, на территории области Сен-Луи. Входит в состав департамента Дагана.

## Географическое положение
Город находится в северо-западной части области, на левом берегу реки Сенегал, на расстоянии приблизительно 260 километров к северо-востоку от столицы страны Дакара. Абсолютная высота — 10 метров над уровнем моря.

## Население
По данным переписи 2002 года численность населения города составляла 53 065 человек.
Динамика численности населения города по годам:
| 1988   | 1997   | 2001   | 2002   | 2012   |
| ------ | ------ | ------ | ------ | ------ |
| 29 611 | 53 105 | 70 465 | 42 621 | 53 065 |

## Экономика
Ведущей отраслью экономики Ришар-Толя является выращивание сахарного тростника и производство сахара. Также в окрестностях города выращивают картофель, фонио, кукурузу, капусту, манго и бананы.

## Транспорт
В 3 километрах к юго-востоку от города расположен одноимённый аэропорт.